# Eta Persei
Eta Persei (η Per) – gwiazda w gwiazdozbiorze Perseusza. Jest położona około 1300 lat świetlnych od Słońca.
Gwiazda ma nazwę własną Miram, która pojawia się w atlasie Bečvářa. Międzynarodowa Unia Astronomiczna w 2017 roku formalnie zatwierdziła użycie nazwy Miram dla określenia tej gwiazdy.
Jest to pomarańczowy nadolbrzym, któremu towarzyszy niebieska gwiazda o jasności obserwowanej 8,5m. Eta Persei A należy do typu widmowego K3, jej obserwowana wielkość gwiazdowa wynosi +3,76m.